# Марфа (яхта, 1824)
«Марфа» — парусная яхта Каспийской флотилии Российской империи, построенная в Астрахани и находившаяся в составе флота с 1824 по 1837 год. Во время службы использовалась для плаваний в акватории Каспийского моря, в 1832 году потерпела кораблекрушение, однако позже была поднята, отремонтирована и использовалась в качестве плавучего маяка. По окончании службы яхта была разобрана.

## Описание судна
Парусная яхта с деревянным корпусом, длина судна по сведениям из различных источников составляла 17,68—17,7 метра, ширина — 5,1—5,11 метра, а осадка 2,87—2,9 метра. Артиллерийское вооружение яхты состояло из 6 орудий.
Названа в честь жены главного командира Астраханского порта и командующего Каспийской флотилией генерал-майора П. Г. Орловского.

## История службы
Яхта «Марфа» была заложена на стапеле Астраханской верфи в 1823 году и после спуска на воду 11 (22) мая 1796 года вошла в состав Каспийской флотилии России. Строительство вёл кораблестроитель С. О. Бурачёк.
В навигацию с 1825 по 1832 год выходила в плавания в акватории Каспийского моря.
2 (14) июля 1832 года яхта находилась на якорной стоянке на Волге у села Царёво. Во втором часу ночи была опрокинута внезапно налетевшим западо-северо-западным шквалом и затонула. Во время крушения экипажу удалось спастись в полном составе. Командира яхты подпоручика Корпуса флотских штурманов И. П. Лебедева на судне не было, виновных в крушении во время расследования найти не удалось.
После кораблекрушения яхту удалось поднять и восстановить, после чего в кампании с 1832 по 1835 год она использовалась в качестве плавучего маяка.
По окончании службы в 1837 году яхта «Марфа» была разобрана в Астрахани.

## Командиры яхты
Командирами яхты «Марфа» в составе Российского императорского флота в разное время служили:
- Н. В. Всеволжский (1826—1829 годы);
- И. П. Лебедев (1832 год);
- Атрепьев (1834 год);
- Томилин (1835 год).

### Комментарии
1. ↑  58 футов[1].
2. ↑  16 футов 9 дюймов[1].
3. ↑  9 футов 5 дюймов[1].
4. ↑  В «Списке русских военных судов с 1668 по 1860 год» Ф. Ф. Веселаго приведен другой кораблестроитель по фамилии Углов[5].